# Киевское общество грамотности
Киевское общество грамотности, Киевское общество письменности — народно-просветительская организация, возникшая в 1882 с официального разрешения для элементарного просвещения народа. На начальном этапе не проявляло активности, была только создана сеть воскресных школ.

## Статус и значение
Общество грамотности в корне меняется, когда в 1898 году его возглавил В. Науменко — деятельность общества приобретает общенациональный характер. К его действительным членам принадлежали: Н. Василенко, Б. Гринченко, В. Дурдуковский, А. Косач, И. Лучицкий, Е.Чикаленко и др. Только в 1900 в него вступило 63 новых членов, в 1901 оно насчитывало 366 действительных и 17 почетных членов, в 1902—463 членов.
C 1900 при Обществе начинают работать издательская и школьная комиссии. За 7 лет издательская комиссия издала 15 брошюр. Членами школьной комиссии было составлено уникальное собрание руководств по делам народного образования. В Киеве было 5 воскресных школ: 2 — для мужчин, 2 женские и 1 — смешанная. Их посещали 750 учеников, в них работало 96 учителей, каждая школа имела собственную библиотеку

## Достижения
Важнейшие достижения Общества — создание на всех украинских землях в границах Российской империи сети библиотек на деньги книгоиздателя Ф. Павленкова и строительство Народного дома, который был центром украинского просвещения до 1906 года.
Библиотеки начали открываться с 1901 на деньги, которые российский книгоиздатель Ф. Павленков завещал для этой цели. Создавались они очень быстро, их стоимость составляла 100 рублей каждая. К 1908 году было укомплектовано 204 библиотеки, еще на 50 был наложен арест. Стараниями членов Общества. было получено разрешение на закладку на Троицкой площади Народного дома (архитектор Г. Антоновский; общая стоимость строительства — 50 тыс. руб., из них 25 тыс. руб. — народные пожертвования). С открытием Народного дома 15 ноября 1902 года Общество получило собственное жилье с лекторием, театральной сценой, библиотекой.
Филиалы Общества: Бердычевский, Уманский, Черкасский, Звенигородский, Смелянский, Чигиринский, Шполянский, Староконстантиновский, Фастовский, Литинский, Немировский и Каменец-Подольский.
В 1906 Общество насчитывало 614 действительных членов.
С открытием «Просвит», которым была присуща выраженная национальная направленность, роль Общества уменьшается.
В 1908 году царские власти запретили деятельность Общества.